# Kunanon Sukkaew
Kunanon Sukkaew (né le 30 septembre 1994) est un athlète thaïlandais, spécialiste du 400 m.
Le 12 juin 2015, il remporte le titre du 400 m lors des Jeux d'Asie du Sud-Est à Singapour, en portant son record à 46 s 00, en devançant de 2/100e le Vietnamien Quách Công Lịch.